# Abrantes
|  | Per a altres significats, vegeu «Abrantes (Madrid)». |

Abrantes és un municipi del districte de Santarém a la subregió de Médio Tejo, a la Regió del Centre (Portugal). L'any 2006 tenia 40.700 habitants. Antigament formava part de la província de Ribatejo. Es divideix en 19 freguesias. Limita al nord amb Vila de Rei, Sardoal i Mação, a l'est amb Gavião, al sud amb Ponte de Sor i a l'oest amb Chamusca, Constância, Vila Nova da Barquinha i Tomar.

## Fills il·lustres
- António Leal Moreira (1758-1819) compositor musical.

## Població
| Població del concelho d'Abrantes (1801 – 2004) | Població del concelho d'Abrantes (1801 – 2004) | Població del concelho d'Abrantes (1801 – 2004) | Població del concelho d'Abrantes (1801 – 2004) | Població del concelho d'Abrantes (1801 – 2004) | Població del concelho d'Abrantes (1801 – 2004) | Població del concelho d'Abrantes (1801 – 2004) | Població del concelho d'Abrantes (1801 – 2004) | Població del concelho d'Abrantes (1801 – 2004) |
| ---------------------------------------------- | ---------------------------------------------- | ---------------------------------------------- | ---------------------------------------------- | ---------------------------------------------- | ---------------------------------------------- | ---------------------------------------------- | ---------------------------------------------- | ---------------------------------------------- |
| 1801                                           | 1849                                           | 1900                                           | 1930                                           | 1960                                           | 1981                                           | 1991                                           | 2001                                           | 2004                                           |
| 17796                                          | 17790                                          | 27453                                          | 39327                                          | 51869                                          | 48653                                          | 45697                                          | 42235                                          | 41326                                          |

## Freguesies

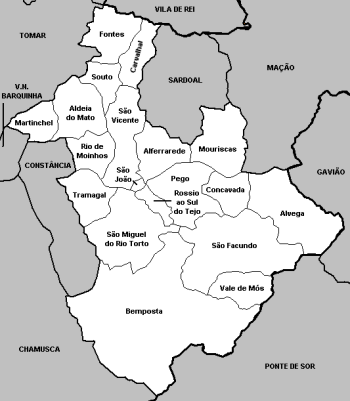
Freguesies del concelho d'Abrantes

- Aldeia do Mato
- Alferrarede
- Alvega
- Bemposta
- Carvalhal
- Concavada
- Fontes
- Martinchel
- Mouriscas
- Pego
- Rio de Moinhos
- Rossio ao Sul do Tejo
- São Facundo
- São João
- São Miguel do Rio Torto
- São Vicente
- Souto
- Tramagal
- Vale de Mós